# 장윤 (후한)
장윤(張允, ? ~ ?)은 유표(劉表)의 장수이다. 채모(蔡瑁)와 함께 유종(劉琮)을 후계자로 추대, 유기(劉琦)를 사사건건 방해를 한다. 조조(曹操)에게 항복한 이후에 기록은 남아있지 않다.

## 《삼국지연의》에서의 장윤
채모와 함께 조조에게 항복하여 수군을 맡았다. 삼강구에서 주유(周瑜)에게 패배하여 수군 강화에 힘쓴다. 주유에게 이용된 장간(蔣幹)이 밀통으로 의심하는 위장 편지를 가지고 돌아오자 채모와 함께 조조에게 처형된다.

## 같이 보기
- 채모